# Charlotte Stieglitz

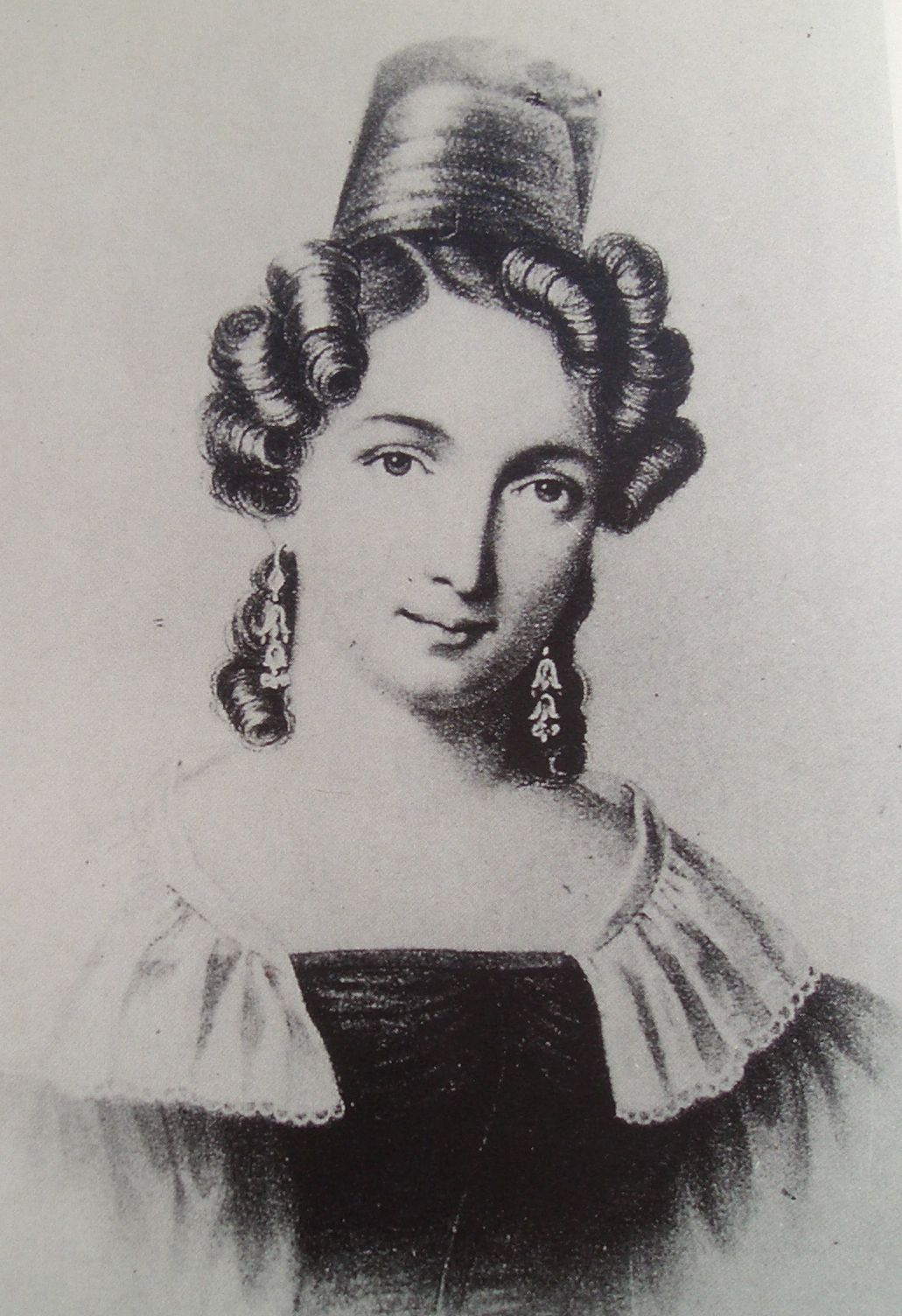
Charlotte Stieglitz

Charlotte Stieglitz (* 18. Juni 1806 in Hamburg; † 29. Dezember 1834 in Berlin) war die Gattin des Dichters Heinrich Stieglitz.

## Leben
Charlotte wurde als des Hamburger Kaufmanns bzw. um 1808 mit der Familie nach Leipzig verzogenen „Hrn. Joachim Friedrich Willhöfft’s, Handlungs-Buchhalters in Leipzig hinterlass. ehel. jüngste Tochter“ geboren. Sie besuchte dort die höhere Bürgerschule und nahm Gesangunterricht bei dem Gewandhaus-Kapellmeister Christian August Pohlenz. 1822 lernte sie den späteren Dichter Heinrich Stieglitz (1801–1849) kennen, der nach Erhalt des Consilium abeundi in Göttingen seine Studien zunächst an der Universität Leipzig und ab 1824 in Berlin fortsetzte. Die Verlobungszeit der beiden von 1823 bis 1828 ist durch den von Louis (Ludwig) Curtze herausgegebenen Briefwechsel zwischen den beiden späteren Eheleuten dokumentiert.
Die schwärmerisch romantische Grundeinstellung beider führte nach der Eheschließung am 20. Juli 1828 zu Enttäuschungen, erheblich verschärft durch eine chronische Erkrankung beider. Zu Konflikten trug insbesondere die zwiespältige Persönlichkeit des Mannes bei, der als Dichter in seiner Schaffenskraft nicht so recht an den anfänglichen Erfolg anzuknüpfen vermochte, andererseits, unterfordert und zu Höherem berufen, seine Stellung als Kustos der Königlichen Bibliothek in Berlin zunehmend als Belastung empfand. Die Ehe blieb kinderlos. Charlotte kam zu der inneren Überzeugung, dass ihr Tod die geistige Wiedergeburt ihres Mannes bewirken könne. So erstach sie sich mit einem Dolch, den sie einst als Braut ihrem Mann geschenkt hatte, als dieser von einem Konzertbesuch nach Hause kam. Dieser Freitod und seine vermuteten Motive erregten seinerzeit in Deutschland großes Aufsehen. Charlotte Stieglitz wurde am Neujahrsmorgen 1835 auf dem Friedhof II der Sophiengemeinde Berlin bestattet. 1850 fand ihr Gatte neben ihr seine letzte Ruhestätte.

## Werk
Charlotte Stieglitz war keine Schriftstellerin. Ihre postum veröffentlichten Briefe, Tagebuchauszüge und Gedichte weisen sie jedoch ebenfalls als eine gewandte Stilistin aus.

## Nachleben
Charlotte Stieglitz hat zu Lebzeiten starken Einfluss auf die Werke Moderne Lebenswirren und Madonna von Theodor Mundt gehabt. Sie war das Vorbild der Lehrerin Esperance, der Briefpartnerin Seeligers in den Lebenswirren. Ihr Suizid wurde Veranlassung für den Roman Wally, die Zweiflerin von Karl Gutzkow.
Der Dramatiker Peter Hacks hat in seinem Stück Musen den Stoff vom Suizid der Charlotte Stieglitz verarbeitet. Ihr Fall galt ihm als exemplarisch für die Entwicklung, die das Geistesleben in Deutschland seit der Romantik genommen hat.
Der Schriftsteller Heinz Knobloch setzte ihr in Berliner Grabsteine ein kleines literarisches Denkmal.